# Kobadjé (Torodi)
Kobadjé (auch: Kabodié, Kobadié) ist ein Dorf in der Landgemeinde Torodi in Niger.

## Geographie

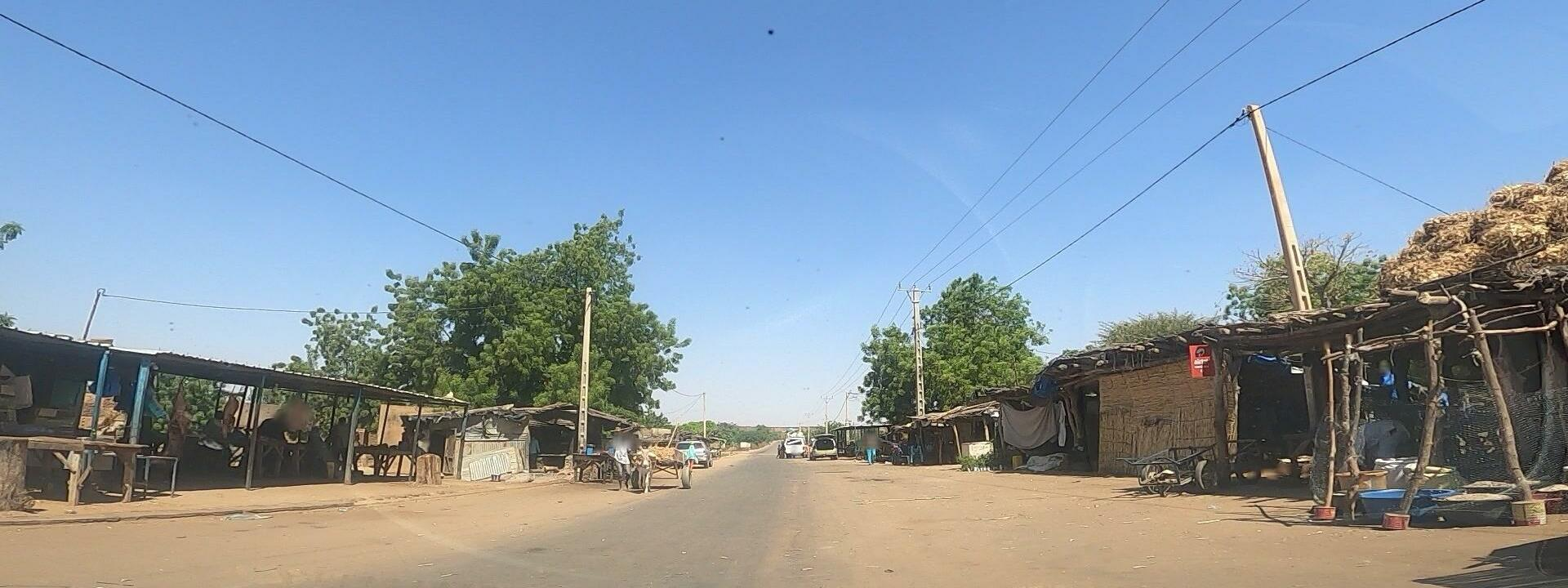
Nationalstraße 6 in Kobadjé (2023)

Das von einem traditionellen Ortsvorsteher (chef traditionnel) geleitete Dorf befindet sich rund elf Kilometer nordöstlich des urbanen Zentrums von Torodi, des Hauptorts der gleichnamigen Landgemeinde und des gleichnamigen Departements Torodi, das zur Region Tillabéri gehört. Zu weiteren Siedlungen in der Umgebung von Kobadjé zählen Tiouridi Maoudé und Nialagaré im Nordwesten, Roubiré im Nordosten, Piliki und Adaré Rimaïbé im Südosten sowie Laoudou im Südwesten.
Kobadjé liegt auf einer Höhe von 214 m. Das Dorf ist Teil der Übergangszone zwischen Sahel und Sudan. Die durchschnittliche jährliche Niederschlagsmenge beträgt hier zwischen 500 und 600 mm.
Beim Dorf erstreckt sich ein Teich, die Mare de Kobadjé. Hier wurden folgende Vogelarten beobachtet:
- Schikrasperber (Accipiter badius)
- Savannenadler (Aquila rapax)
- Silberreiher (Ardea alba)
- Graureiher (Ardea cinerea)
- Moorente (Aythya nyroca)
- Alektoweber (Bubalornis albirostris)
- Kuhreiher (Bubulcus ibis)
- Gelbschnabel-Madenhacker (Buphagus africanus)
- Rostnackenbussard (Buteo auguralis)
- Mangrovereiher (Butorides striata)
- Grünmantel-Bogenflügel (Camaroptera brachyura)
- Senegalschwalbe (Cecropis senegalensis)
- Spornkuckuck (Centropus senegalensis)
- Graufischer (Ceryle rudis)
- Abdimstorch (Ciconia abdimii)
- Elfennektarvogel (Cinnyris pulchellus)
- Zistensänger (Cisticola juncidis)
- Jakobinerkuckuck (Clamator jacobinus)
- Kapkuckuck (Clamator levaillantii)
- Guineataube (Columba guinea)
- Senegalracke (Coracias abyssinicus)
- Gelbschnabelwürger (Corvinella corvina)
- Schildrabe (Corvus albus)
- Haubenzwergfischer (Corythornis cristatus)
- Schwarzschwanz-Lärmvogel (Crinifer piscator)
- Weißbürzelgirlitz (Crithagra leucopygia)
- Palmensegler (Cypsiurus parvus)
- Witwenpfeifgans (Dendrocygna viduata)
- Graubrustspecht (Dendropicos goertae)
- Seidenreiher (Egretta garzetta)
- Gleitaar (Elanus caeruleus)
- Grauastrild (Estrilda troglodytes)
- Feuerweber (Euplectes franciscanus)
- Zimtracke (Eurystomus glaucurus)
- Graufalke (Falco ardosiaceus)
- Buschsperling (Gymnoris dentata)
- Graukopfliest (Halcyon leucocephala)
- Senegalliest (Halcyon senegalensis)
- Zwergadler (Hieraaetus pennatus)
- Stelzenläufer (Himantopus himantopus)
- Fahlkehlschwalbe (Hirundo aethiopica)
- Kuckuckshabicht (Kaupifalco monogrammicus)
- Senegalamarant (Lagonosticta senegala)
- Langschwanz-Glanzstar (Lamprotornis caudatus)
- Rotbauch-Glanzstar (Lamprotornis pulcher)
- Purpurglanzstar (Lamprotornis purpureus)
- Goldscheitelwürger (Laniarius barbarus)
- Grautoko (Lophoceros nasutus)
- Saviletrappe (Lophotis savilei)
- Bronzescheitel-Smaragdspint (Merops orientalis)
- Zwergspint (Merops pusillus)
- Rußschmätzer (Myrmecocichla aethiops)
- Nachtreiher (Nycticorax nycticorax)
- Kaptäubchen (Oena capensis)
- Schwarzohrpirol (Oriolus auratus)
- Zwergmoorhuhn (Paragallinula angulata)
- Graukopfsperling (Passer griseus)
- Grünbaumhopf (Phoeniculus purpureus)
- Berglaubsänger (Phylloscopus bonelli)
- Fitis (Phylloscopus trochilus)
- Dorfweber (Ploceus cucullatus)
- Zwergweber (Ploceus luteolus)
- Schwarzkopfweber (Ploceus melanocephalus)
- Dotterweber (Ploceus vitellinus)
- Gelbstirn-Bartvogel (Pogoniulus chrysoconus)
- Halsbandsittich (Psittacula krameri)
- Braunbauch-Flughuhn (Pterocles exustus)
- Graubülbül (Pycnonotus barbatus)
- Palmtaube (Spilopelia senegalensis)
- Brillentaube (Streptopelia decipiens)
- Röteltaube (Streptopelia vinacea)
- Savannentoko (Tockus erythrorhynchus)
- Bruchwasserläufer (Tringa glareola)
- Grünschenkel (Tringa nebularia)
- Sudandrosselhäherling (Turdoides plebejus)
- Afrikadrossel (Turdus pelios)
- Erzflecktäubchen (Turtur abyssinicus)
- Wiedehopf (Upupa epops)
- Senegalkiebitz (Vanellus senegallus)
- Schwarzschopfkiebitz (Vanellus tectus)
- Rotfuß-Atlaswitwe (Vidua chalybeata)
- Große Dominikanerwitwe (Vidua orientalis)
- Senegalbrillenvogel (Zosterops senegalensis)[4]

## Geschichte
Nahrungsmangel führte Anfang des 21. Jahrhunderts zu Landverkäufen in Kobadjé. Etwa zwanzig Felder waren betroffen.

## Bevölkerung
Bei der Volkszählung 2012 hatte Kobadjé 1549 Einwohner, die in 184 Haushalten lebten. Bei der Volkszählung 2001 betrug die Einwohnerzahl 1599 in 170 Haushalten und bei der Volkszählung 1988 belief sich die Einwohnerzahl auf 767 in 92 Haushalten.

## Wirtschaft und Infrastruktur

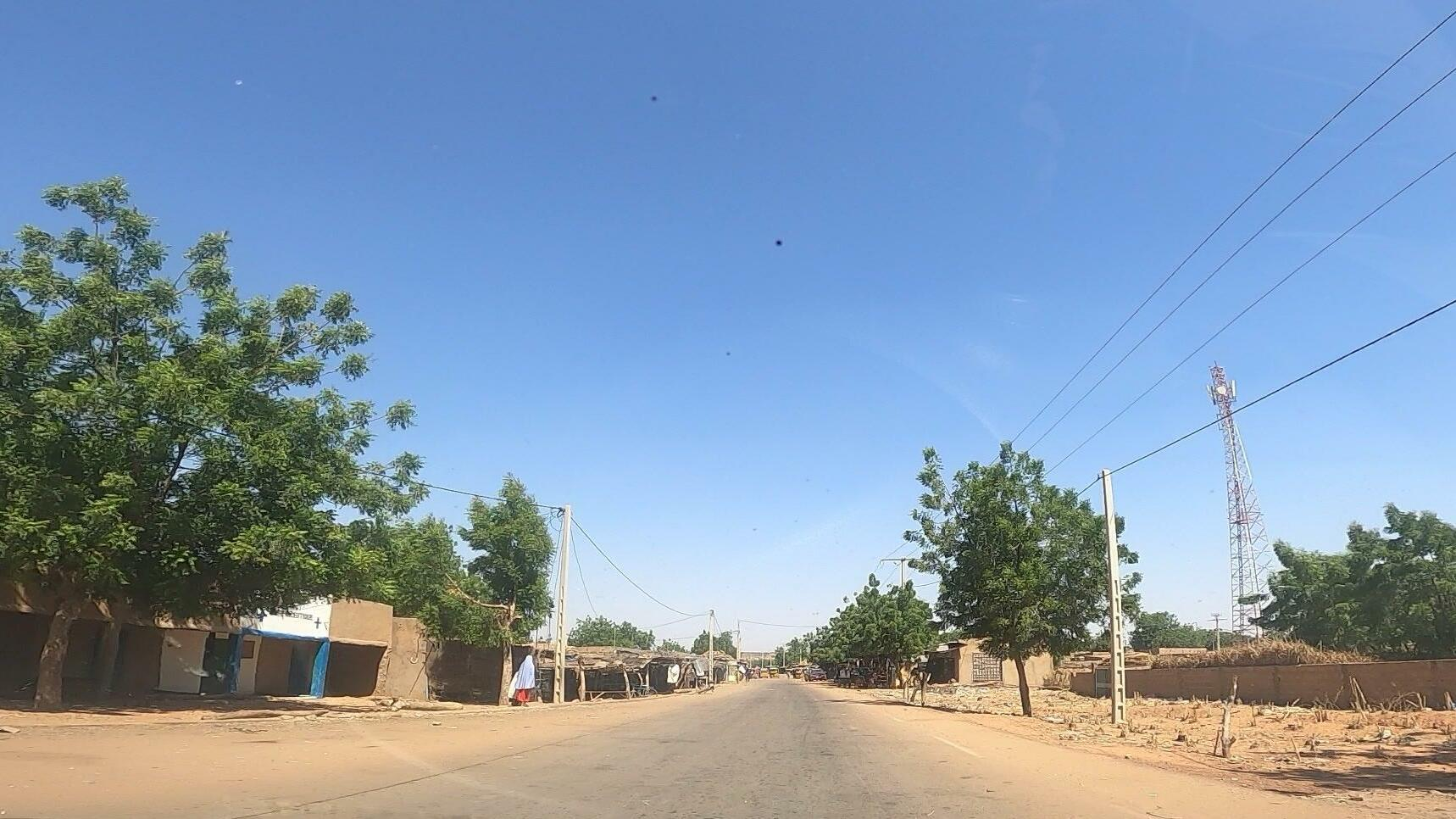
Nationalstraße 6 in Kobadjé (2023)

Im Dorf wird ein Wochenmarkt abgehalten. Zu den hier gehandelten Waren zählen Gemüse aus den zahlreichen Gärten im Ort, Kalebassen von den Feldern zwischen Kobadjé und Tiouridi Maoudé sowie Töpfereiprodukte aus dem Gemeindehauptort Torodi. In Kobadjé wird Bewässerungsfeldwirtschaft betrieben. Im Jahr 2020 belief sich die dafür genutzte Fläche auf fünf Hektar. Außerdem werden Rinder für die Milchproduktion gehalten.
Es gibt eine Schule im Dorf. Durch Kobadjé verläuft die 119,5 Kilometer lange und asphaltierte Nationalstraße 6 zwischen der Hauptstadt Niamey und der Staatsgrenze zu Burkina Faso. Im Dorf zweigen die 61,7 Kilometer lange Landstraße RR6-002 nach Say und die 16,17 Kilometer lange Route 689 nach Nialagaré sowie kurz vor dem Dorf die 16,4 Kilometer lange Route 666 nach Tiouridi Maoudé ab.